# L'Ange blanc (film, 2007)
Pour les articles homonymes, voir L'Ange blanc.
Pour plus de détails, voir Fiche technique et Distribution.
L'Ange blanc (Beyaz Melek) est un film turc réalisé par Mahsun Kırmızıgül, sorti en 2007.

## Synopsis
L'Ange Blanc raconte le quotidien, l'amour et l'amitié que vivent un groupe de personnes.
Il traite principalement du drame que vivent des personnes âgées et malades abandonnées en maison de retraite. 
D'après le réalisateur du film, Mahsun Kırmızıgül, ce film est le tout premier où l'on découvre la langue zazaki.

## Fiche technique
- Titre : L'Ange blanc
- Titre original : Beyaz Melek
- Réalisation : Mahsun Kırmızıgül
- Scénario : Mahsun Kırmızıgül
- Production : Murat Tokat
- Musique : Mahsun Kırmızıgül et Yildiray Gürgen
- Photographie : Eyüp Boz
- Pays de production :  Turquie
- Format : Couleurs - 2,35:1 - Dolby Digital
- Genre : Film dramatique
- Durée : 115 minutes
- Date de sortie : 2007

## Distribution
- Cansu Aktay : Buse
- Sarp Apak : Resat
- Fadik Sevin Atasoy : Hatice
- Cezmi Baskin : Sabri
- Lale Belkis : Nebahat
- Yavuz Bingol : Hidir
- Hüseyin Avni Danyal : Selim
- Erol Demiröz : Ilhan
- Arif Erkin : Mala Ahmet
- Erol Günaydin : Vahit
- Salih Kalyon : Haci
- Toron Karacaoglu : Yorgo
- Yildiz Kenter : Melek
- Mahsun Kirmizigül : Keke Ali
- Tomris Oguzalp : Suzan
- Ilkay Saran : Aysee
- Emel Sayin : Elle-même
- Suna Selen : Mizgin
- Ali Sürmeli : Zeki
- Cihat Tamer : Tayyar
- Lale Tanci : Sultan
- Firat Tanis : Musa
- Gulhan Tekin : Keke Ali'nin Yengesi
- Zeynep Tokus : Nazli
- Tanju Tuncel : Perihan
- Nejat Uygur : Gazi Cemal
- Necmi Yapici : Ömer
- Bilge Zobu : Yasar
- Gazanfer Özcan : Palyaço